# Prijsvraag
Een prijsvraag is een opdracht die aan een publiek wordt voorgelegd waarbij een prijs wordt uitgeloofd voor de beste of de juiste beantwoording. Naast prijsvragen met het karakter van een quiz zijn er ook prijsvragen waarbij de opgave luidt om te komen met een nieuw ontwerp of product; de beloning kan dan zijn dat het ontwerp wordt uitgevoerd, zoals in de architectuur.

## Geschiedenis
Al sinds de zeventiende eeuw bestaat het concept, al zijn het doel en de uitwerking door de jaren heen behoorlijk veranderd. Een prijsvraag diende oorspronkelijk om een vraagstuk op te lossen, veelal van filosofische of wetenschappelijke aard. Maar een prijsvraag werd ook ingezet om mensen te motiveren met een product te komen of een record te vestigen. Een beroemd voorbeeld is een prijs die uitgeloofd zou worden voor degene die het eerst een uurwerk zou construeren dat op zee gebruikt kon worden om de tijd nauwkeurig bij te houden (zodat ook de positie nauwkeuriger kon worden bepaald bij nachten met veel bewolking, dus geen zicht op de sterren). Ook ligt er al tijden een behoorlijke geldprijs klaar voor degene die een computerprogramma weet te schrijven die een professioneel speler in het bordspel Go kan verslaan.
Vooral de wetenschappelijke genootschappen hebben veel wetenschappelijke prijsvragen uitgezet. Deze prijsvragen hebben dikwijls hun nut bewezen wanneer ze een doorbraak forceerden.
Toen bedrijven het concept prijsvraag ontdekten, kwamen ze er al snel achter dat wanneer de prijsvraag goed toegankelijk was, ze hun naamsbekendheid vergrootten. Tijdschriften en verenigingen houden soms prijsvragen om de binding met hun leden of abonnees te vergroten.

## Commerciële prijsvragen
Voor commerciële prijsvragen, die bijvoorbeeld aan een product gekoppeld zijn, is het doel meestal het promoten van het betreffende product. Door een prijsvraag uit te schrijven hoopt de fabrikant de naamsbekendheid van het product te vergroten, wat hem uiteraard weer voordeel oplevert in de vorm van een hogere omzet.
Bij online prijsvragen kan dit ook het geval zijn, maar hierbij gaat het vaak om wat anders. Door mee te doen aan een prijsvraag stemt men hier in met de voorwaarden van die prijsvraag, waarbij in de kleine lettertjes van die voorwaarden vaak staat dat de gegevens van de inzender gebruikt mogen worden voor marketingdoeleinden. Door mee te doen aan een online prijsvraag, neemt voor de deelnemer de kans toe dat hij ongewenste maar wel persoonlijk geadresseerde reclame in zijn brievenbus of mailbox aantreft. Consumentengegevens zijn veel geld waard. Dit gaat zelfs zo ver dat online prijsvragen worden uitgeschreven waarbij men niets anders hoeft te doen dan zijn gegevens in te vullen. Het beantwoorden van een vraag of het voldoen aan een opdracht is dan niet eens meer nodig. In zo'n geval is het verkrijgen van de consumentengegevens duidelijk het hoofddoel van de 'prijsvraag'.

## Prijsvragen als beleidsinstrument
De overheid probeert op vele manieren de buitenwereld te betrekken bij beleid. Naast wettelijke inspraak en referenda is de prijsvraag een mogelijk instrument. De overheid gebruikt dan een prijsvraag om het creatieve probleemoplossend vermogen van de buitenwereld te benutten.